# Kerem Kamal
Kerem Kazım Kamal (ur. 10 sierpnia 1999) – turecki zapaśnik walczący w stylu klasycznym. Olimpijczyk z Tokio 2020, gdzie zajął piętnaste miejsce w kategorii 60 kg.
Zajął siódme miejsce na mistrzostwach świata w 2022. Złoty medalista mistrzostw Europy w 2022 i 2025; srebrny w 2020 i 2021; brązowy w 2019. Siódmy na igrzyskach europejskich w 2019. Wygrał igrzyska śródziemnomorskie w 2022. Czwarty w Pucharze Świata w 2022. Wygrał wojskowe MŚ w 2024. 
Mistrz świata U-23 w 2022; trzeci w 2018 i 2021. Mistrz Europy U-23 w 2018 i 2019. 
Mistrz świata juniorów w 2017, 2018 i 2019 i Europy juniorów w 2017. Mistrz Europy kadetów w 2014 i 2015 roku.